# Нафтан

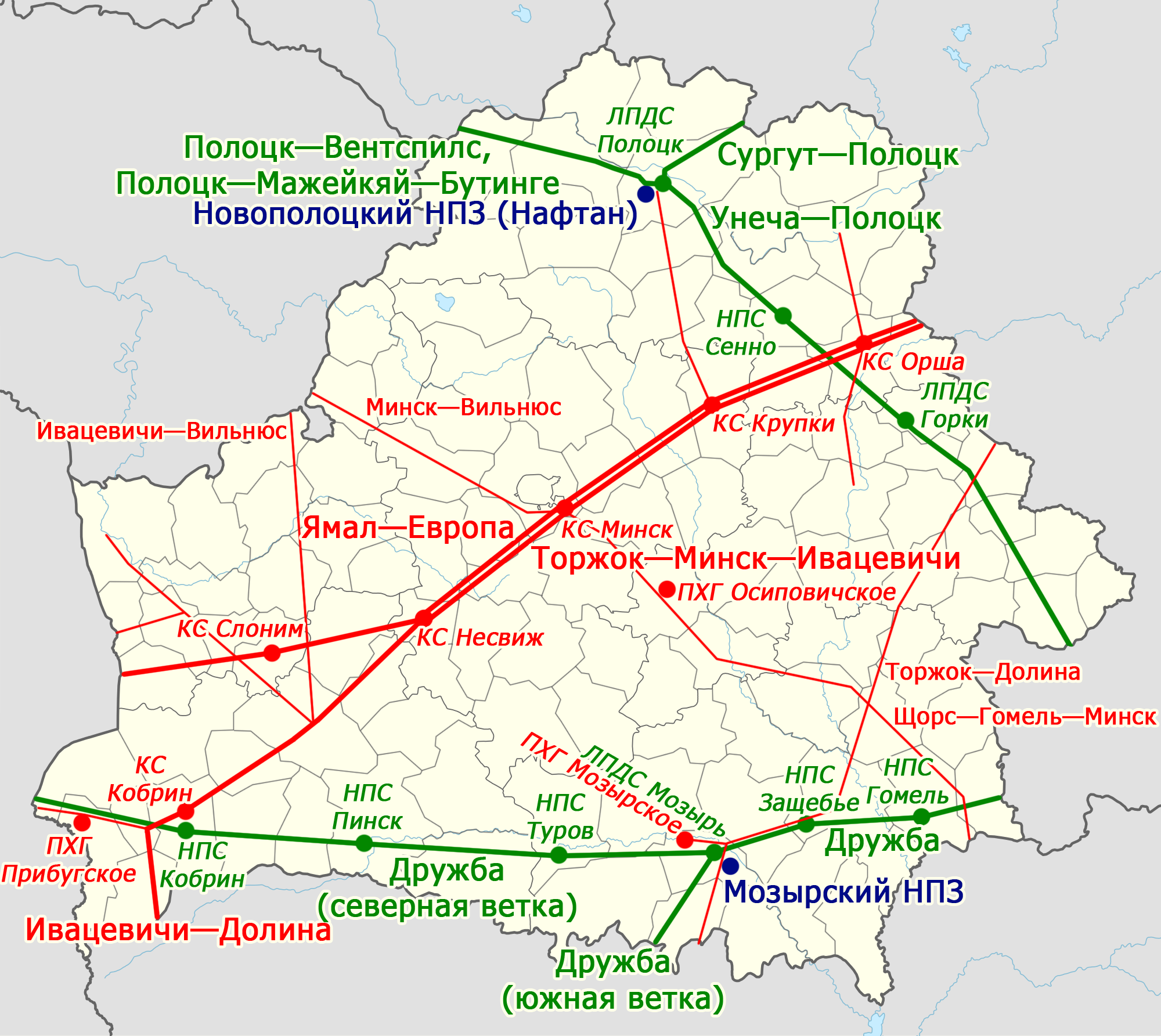
Новополоцкий НПЗ в системе магистральных нефтепроводов Республики Беларусь (выделены зелёным цветом).

«Нафта́н» (Новополоцкий НПЗ, полное наименование Открытое акционерное общество «Нафтан») — одно из двух белорусских нефтеперерабатывающих предприятий. Завод расположен в промышленной зоне города Новополоцка в 4 км к юго-западу от жилых массивов города.
Является градообразующим для города, строительство завода положило начало в 1958 году строительному посёлку, ставшему в 1963 году городом Новополоцк.
Находится под международными санкциями Евросоюза, США и других стран

## История
Строительство завода было начато в 1958 году по распоряжению Совета Министров СССР. Строительство было объявлено всесоюзной ударной стройкой.
Генеральным проектировщиком был институт «Ленгипрогаз», а позже «Ленгипронефтехим».
Основными критериями в выборе строительной площадки были: выгодное географическое положение — близость западных границ (что давало возможность экспорта в страны Западной Европы); необходимость обеспечения нефтепродуктами западных регионов Советского Союза, а также соседство города Полоцка — крупного транспортного узла.
С 1958 года руководил строительством завода и с 1963 года стал его первым директором О. А. Ктаторов.
За ударный труд многие участники стройки были награждены орденами и медалями, а также пятеро стали Героями Социалистического Труда: Павел Денисов, Аркадий Козлов, Анатолий Кремень, Анна Назарова. Именами первостроителя Петра Блохина и первого директора НПЗ Нафтан Олега Ктаторова названы улицы Новополоцка.
9 февраля 1963 года на НПЗ был получен первый бензин. В те годы мощность завода была рассчитана на переработку 6 млн тонн сырой нефти в год.
В 1971 году тогдашний Полоцкий НПЗ был награждён орденом Трудового Красного Знамени за достигнутые успехи в производственной деятельности, а в 1976 году был переименован в Новополоцкий орден Трудового Красного Знамени НПЗ имени XXV Съезда КПСС. В 1981 году завод был реорганизован в производственное объединение «Новополоцкнефтеоргсинтез». В конце 1980-х столкнулся с проблемами гигантских выбросов в атмосферу (101,8 тыс. тонн только нефтеперерабатывающим заводом) и сложностями в строительстве новых установок. Совместно с Новополоцким горкомом Компартии Белоруссии заводоуправление противостояло попыткам бессистемного и непродуманного строительства, предлагая перенести установки за 15 километров от города.
Постсоветские годы
В 1992 году Новополоцкий горсовет народных депутатов принял решение о переименовании и реорганизации ПО «Новополоцкнефтеоргсинтез» в производственное объединение «Нафтан» (бел. Нафта Наваполацка)
В соответствии с приказом Министерства экономики Республики Беларусь от 28 августа 2002 года № 118 Республиканское унитарное предприятие Новополоцкое производственное объединение «Нафтан» было преобразовано в открытое акционерное общество «Нафтан».
ОАО «Нафтан» и ОАО «Лукойл» в 2006 году организовали совместное предприятие по производству присадок к маслам СООО «ЛЛК-Нафтан» (весной 2021 года, незадолго до возобновления санкций США против «Нафтана», это предприятие было переименовано в «ЭддиТек», а несколько процентов акций были переданы от «Нафтана» Новополоцкому горисполкому).
В 2008 году к «Нафтан» было присоединено находящееся в Новополоцке ОАО «Полимир».
Экспорт нефтепродуктов до 2020 года осуществлялся через ЗАО «Белорусская нефтяная компания» (БНК), соучредителем которой был завод. В 2020 году была зарегистрирована ЗАО «Новая нефтяная компания», которая осенью экспортировала 1,2 млн т мазута производства ОАО «Нафтан». Учредители ЗАО «Новая нефтяная компания» (ННК) не разглашаются; в СМИ называют Алексея Олексина и Николая Воробья в качестве конечных владельцев компаний-учредителей.

## Санкции
В 2006 году США ввели санкции в отношении девяти белорусских компаний, в том числе — «Нафтана» за «подрыв демократического процесса». В октябре 2015 года санкции частично сняты. В 2021 году власти США не продлили приостановку санкций после этих компаний в рамках новых санкций после посадки Boeing 737 в Минске.
В декабре 2018 года Управление по контролю над иностранными активами Минфина США обязало американский холдинг Zoltek выплатить 7,77 млн долларов за закупку сырья у «Нафтана», когда тот находился под санкциями.
3 июня 2022 года «Нафтан» попал в санкционный список всех стран Евросоюза:

 ОАО "Нафтан" является основным источником доходов и иностранной валюты для режима Лукашенко. Поэтому "Нафтан" получает выгоду от режима Лукашенко и поддерживает его.
Сотрудники "Нафтан", принимавшие участие в забастовках и мирных протестах после фальсификации президентских выборов в Белоруссии в августе 2020 года, были запуганы и уволены руководством компании. Таким образом, "Нафтан" несет ответственность за репрессии против гражданского общества в Беларуси и поддерживает режим Лукашенко.— «Официальный журнал Европейского союза», Брюссель, 3 июня 2022 года.
Также, в 2022 году, «Нафтан» попал в санкционный список Канады «соратников режима Лукашенко» за «содействие вторжению президента Путина в свободную и суверенную страну». По аналогичным основаниям компания попала под санкции Украины и Швейцарии.

## Продукция
Около половины продукции завода экспортируется (в 2016 году — 55,6 %) — главным образом в страны Евросоюза. Предприятие обеспечивает нефтепродуктами Республику Беларусь, и направляет их на экспорт.
Спектр выпускаемой продукции составляет более 70 наименований нефтехимической продукции, включая:
- автомобильные бензины (включая АИ-95, АИ-98);
- дизельные топлива различных марок (в том числе дизельные топлива Европейского качества EN 590);
- топлива для реактивных двигателей (РТ);
- котельные топлива;
- масла смазочные широкого ассортимента;
- присадки и пакеты присадок к маслам;
- нефтяные растворители в широком ассортименте;
- нефтяные битумы (строительные, дорожные, кровельные);
- ароматические углеводороды высокой степени чистоты (параксилол, ортоксилол, псевдокумол, бензол);
- серную кислоту
- и другие продукты нефтепереработки и нефтехимии.

В 2015 году предприятия, входящие в структуру ОАО «Нафтан», произвели:
- 2852 тыс. т дизтоплива;
- 2287 тыс. т мазута;
- 887 тыс. т автобензинов;
- 355 тыс. т керосинов;
- 223 тыс. т битумов;
- 196 тыс. т прямогонных бензинов;
- 173 тыс. т ароматики;
- 123 тыс. т полиэтилена;
- 69 тыс. т масел смазочных;
- 41 тыс. т волокон нитрон-С и нитрон-Д;
- 40 тыс. т акрилонитрила.